# The Rookies
Ne doit pas être confondu avec The Rookie : Le flic de Los Angeles.
The Rookies (litt. « Les bleus ») est une série télévisée américaine en 94 épisodes de 45 minutes créée par Rita Lakin et diffusée entre le 11 septembre 1972 et le 30 mars 1976 sur le réseau ABC.
Cette série est inédite dans les pays francophones.

## Synopsis
La série raconte les premiers pas de jeunes recrues, Danko, Webster et Gillis, fraîchement sorties de l'école de police.

## Distribution
- Georg Stanford Brown : Terry Webster
- Sam Melville (en) : Mike Danko
- Michael Ontkean : Willie Gillis
- Kate Jackson : Jill Danko
- Gerald S. O'Loughlin (en) : Ed Ryker
- Bruce Fairbairn : Chris Owens

## Épisodes

### Première saison (1972-1973)
1. Pilot
2. Concrete Valley, Neon Sky
3. Dead, Like a Lost Dream
4. The Informant
5. The Commitment
6. Covenant with Death
7. Time Is the Fire
8. The Bear That Didn't Get Up
9. Dirge for Sunday
10. The Good Die Young
11. To Taste of Terror
12. A Deadly Velocity
13. A Bloody Shade of Blue
14. A Very Special Piece of Ground
15. Rabbits on the Runway
16. Tarnished Idol
17. Crossfire
18. Snow Job
19. Point of Impact
20. Three Hours to Kill
21. The Wheel of Death
22. Life Robbery
23. A Farewell Tree from Marly
24. Easy Money

### Deuxième saison (1973-1974)
1. Cauldron
2. Margin for Error
3. Deadly Cage
4. Frozen Smoke
5. Get Ryker
6. Cry Wolf
7. A Matter of Justice
8. Blood Brother
9. Code 261
10. Prayers Unanswered, Prayers Unheard
11. Down Home Boy
12. Lots of Trees and a Running Stream
13. Another Beginning for Ben Fuller
14. Sound of Silence
15. Trial by Doubt
16. The Authentic Death of Billy Stomper
17. The Late Mr Brent
18. The Teacher
19. Eyewitness
20. Something Less Than a Man
21. Rolling Thunder
22. Time Lock
23. Death Watch

### Troisième saison (1974-1975)
1. An Ugly Way to Die
2. Key Witness
3. Legacy of Death
4. Death at 6 A.M.
5. Walk a Tightrope
6. Judgement
7. Johnny Lost His Gun
8. Prelude to Vengeance
9. Vendetta
10. The Old Neighborhood
11. A Test of Courage
12. The Assassin
13. Blue Christmas
14. Take Over
15. The Saturday Night Special
16. The Hunting Ground
17. Solomon's Dilemma
18. Angel
19. The Shield
20. S.W.A.T. (Part 1) Pilote de la série Section 4)
21. S.W.A.T. (Part 2)
22. A Deadly Image
23. Cliffy
24. Nightmare

### Quatrième saison (1975-1976)
1. Lamb to the Slaughter
2. Reading, Writing and Angel Dust
3. One-Way Street to Nowhere
4. Someone Who Cares
5. Ladies Day
6. Reign of Terror
7. Death Lady
8. Measure of Mercy
9. A Time to Mourn
10. The Torch Man
11. Invitation to a Rumble
12. Reluctant Hero
13. Dead Heat
14. The Voice of Thunder
15. The Code Five Affair
16. Shadow of a Man
17. Eye for an Eye
18. Sudden Death
19. From Out of the Darkness
20. The Mugging
21. Blue Movie, Blue Death
22. Deliver Me from Innocence
23. Journey to Oblivion

## Série dérivée
La série intitulée Section 4 a été produite durant la troisième saison de The Rookies. Mais elle s'est arrêtée une dizaine de jours après l'annulation de cette dernière en avril 1976.